# إنيد غونزالفز
إنيد غونزالفز (بالإنجليزية: Enid Gonsalves)‏ هي ناشِطة ومُدرسة جامايكية، ولدت في 12 أبريل 1931 في لوسيا، جامايكا في جامايكا، وتوفيت في 6 سبتمبر 2011 في أبرشية هانوفر ‏ في جامايكا.